# The Pacific Age
The Pacific Age – siódmy album studyjny angielskiego zespołu synthpopowego OMD wyprodukowany przez Stephena Hauge i wydany 29 czerwca 1986 przez Virgin Records.

## Lista utworów
- Strona 1:

1. "Stay (The Black Rose and the Universal Wheel)" – 4:22
2. "(Forever) Live and Die" – 3:38
3. "The Pacific Age" – 3:59
4. "The Dead Girls" – 4:48
5. "Shame" – 4:15

- Strona 2:

1. "Southern" (instrumental) – 3:41
2. "Flame of Hope" – 2:40
3. "Goddess of Love" – 4:30
4. "We Love You" – 4:10
5. "Watch Us Fall" – 4:11